# 松室孝良
松室 孝良（まつむろ たかよし、1886年（明治19年）4月23日 - 1969年（昭和44年）12月6日）は、日本の陸軍軍人。最終階級は陸軍少将。

## 経歴
京都府出身。松室普勧の長男として生まれる。1907年（明治40年）5月、陸軍士官学校（19期）を卒業。同年12月、陸軍騎兵少尉に任官し騎兵第4連隊付となる。1918年（大正9年）11月、陸軍大学校（32期）を卒業し騎兵第7連隊中隊長に就任。
1921年（大正10年）10月、参謀本部付勤務となり、参謀本部員を経て、1923年（大正12年）4月から1925年（大正14年）5月まで参謀本部付（支那研究員、張家口・北京駐在）を務めた。この間、1923年8月、騎兵少佐に昇進。1925年5月、騎兵第1連隊付に転じ、同年8月、馮玉祥顧問として中国に出張し、1926年（大正15年）11月に帰国。1927年（昭和2年）7月、騎兵第1連隊付となり、同年12月、騎兵中佐に進む。参謀本部員を経て、1928年（昭和3年）6月から1929年（昭和4年）8月まで、参謀本部付として馮玉祥顧問を務めた。1929年11月、陸軍騎兵学校教官に就任。1931年（昭和6年）8月、騎兵大佐に昇進し騎兵第1連隊長となる。
1933年（昭和8年）1月、関東軍司令部付（チチハル特務機関長）に転じ、熱河特務機関長、騎兵学校教官、第7師団参謀長を経て、1936年（昭和11年）3月、陸軍少将に進級し支那駐屯軍司令部付（北平特務機関長）となる。同年12月、騎兵第4旅団長に転じ、1937年（昭和12年）8月に待命となり、同月、予備役に編入された。
1937年12月から1938年（昭和13年）5月まで上海で政権工作を行った。その後、明治大学指導局長（1938年10月-1939年4月）、大民会顧問（1939年10月-1940年11月）、東京府労務報国会会長（1941年12月-1943年2月）を務め、さらに大日本回教協会総務部長に就任した。墓所は多磨霊園。

## 侮辱事件
1938年（昭和13年）11月10日に明治大学で起きた舌禍事件。

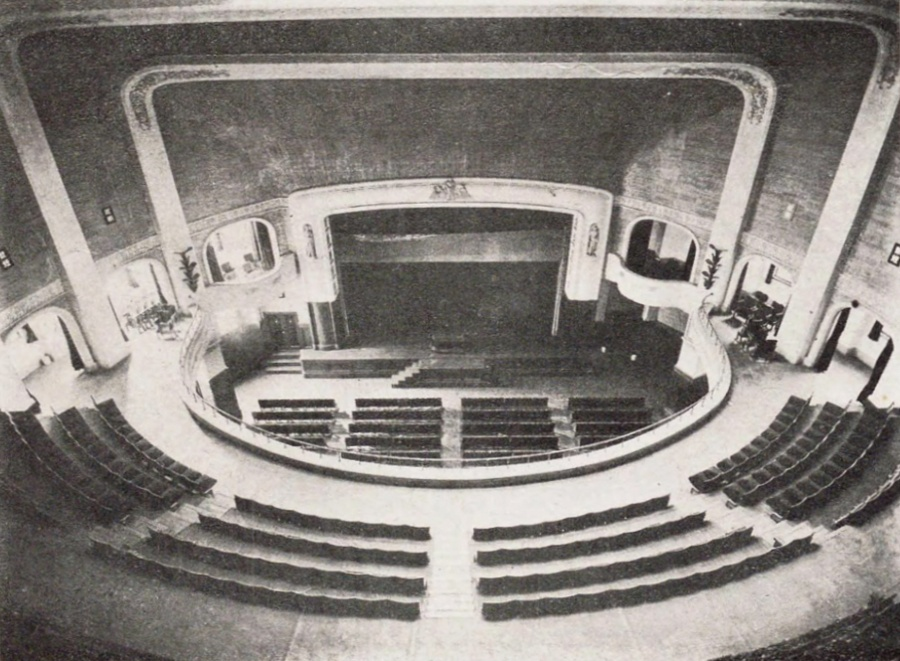
侮辱事件が起きた明大記念館

「国民精神作興ニ関スル勅語捧読式」が明治大学記念館で挙行され、総長木下友三郎が詔勅を奉読し、次いで指導局長松室孝良が訓示を行ったが、その内容が侮辱的であるとして教授たちの怒りを買った。
- 「此ノ学校ノ何処ニ学問ノ蘊奥ガアリマスカ、斯様ナモノハ無イデハアリマセヌカ」[6]
- 「此ノ学校ノ学生ハダラシガナイ、教職員モダラシガナイ、教授諸氏ハ宜シク責任ヲ感ジテ態度ヲ改ムベキデアル」[6]
- 「明治大学ナドハ迚モ大学トシテノ資格ハ無イノデアリマス」[6]

学生たちの前で面目をつぶされた教授たちは各学部・専門部で教授会を開き、文芸科の岸田国士が「学生の前において指導局長に陳謝せしめよ」と訴えるなど、学内の混乱は数日にわたって続いた。しかし松室は「授業ヲ為サザレバ部長ヲ辞メサセ、各教授ハ之ニ応ゼザレバ片端ヨリ首ニスベシ」と豪語し、謝罪も発言撤回もしなかった。結局、木下総長が「本件の全責任は総長に在り指導局長を相手にする必要なし」として松室の代わりに教授会で謝罪し、騒動はうやむやにされてしまった。
翌年4月19日、松室は指導局長を依願退職して明大を去った（後任の局長は桑名照弐）。その理由は不明だが、前年以来の教職員との対立や、専門部興亜科（新設）の指導監就任案が理事会で否決されたことなどが原因ではないかと考えられている。